# ایرز هال
ایرز هال (Ayres Hall) یا تالار ایرز نام ساختمان تاریخی و مرکزی دانشگاه تنسی واقع در شهر ناکسویل است.
معماران این بنا عبارت بودند از Miller، Fullenwider and Dowling از شیکاگو. ساختمان در سال ۱۳۰۰ ه.ش. (۱۹۲۱) تکمیل گردید و در سال ۲۰۰۸ مورد مرمت سازی قرار گرفت.
شیوه معماری این بنا به سبک گوتیک جدید (Gothic Revival) بوده و دانشکده ریاضیات را هم‌اکنون در خود جای داده است.
برج مرکزی این بنا نزدیک به ۴۳ متر ارتفاع دارد.